# Semice
Semice (deutsch Semitz) ist eine Gemeinde in Tschechien. Sie liegt fünf Kilometer südöstlich von Lysá nad Labem und gehört zum Okres Nymburk.

## Geographie

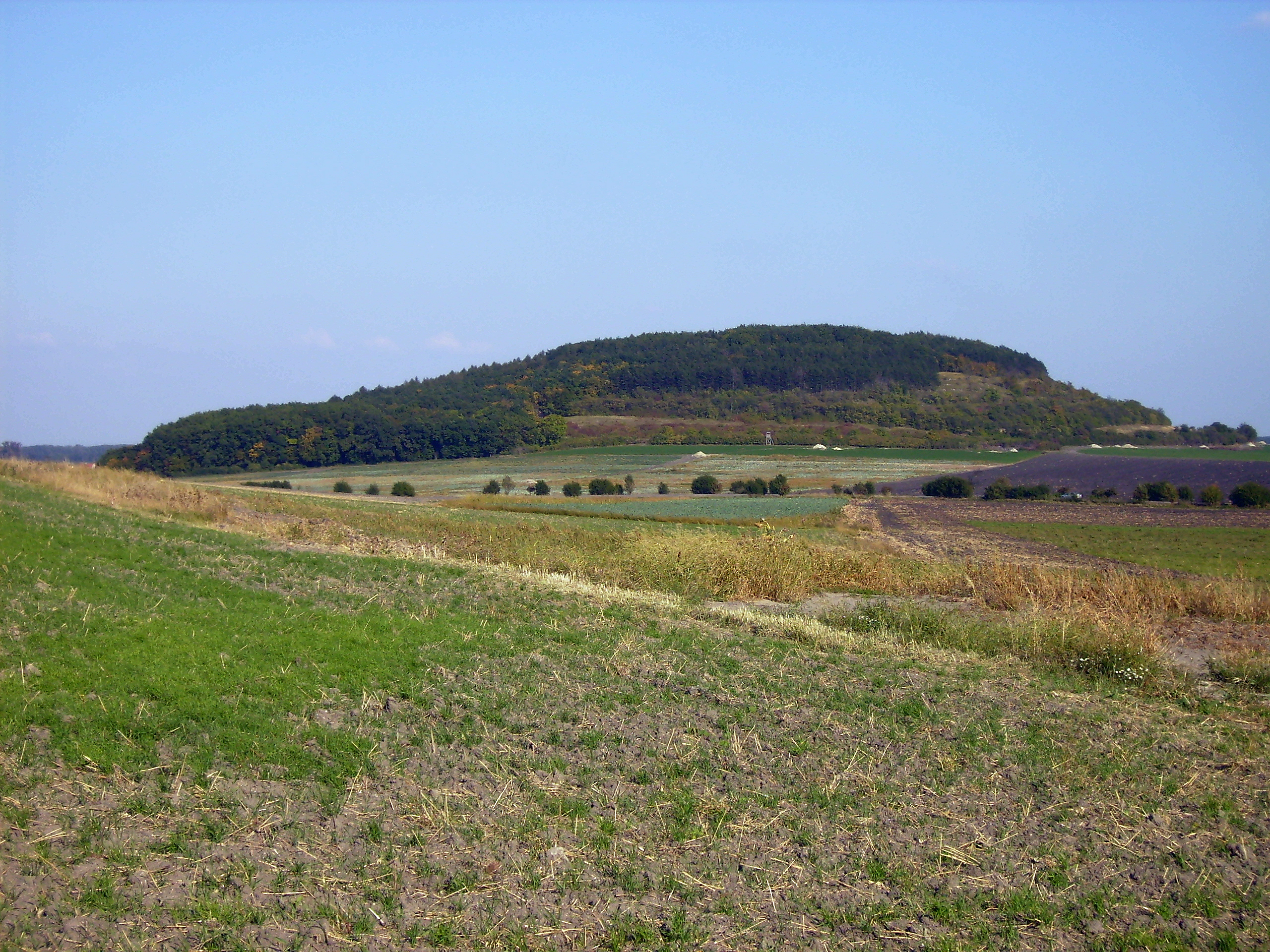
Blick von der Přerovská hůra auf die Semická hůra

Semice befindet sich am linken Ufer der Elbe am Fuße des Hügels Semická hůra (231 m) auf der Ostböhmischen Tafel. Im Westen erhebt sich die Přerovská hůra (236 m), nordwestlich liegt das Naturschutzgebiet Vrť. Östlich liegen die Reste der Burg Mydlovar und der Menhir von Kersko. Im Südosten erstreckt sich der Naturpark Kersko.
Nachbarorte sind Ostrá im Norden, Šnepov im Nordosten, Hradištko im Osten, Kersko im Südosten, Velenka und Starý Vestec im Süden, Mochov im Südwesten, Přerov nad Labem und Nový Přerov im Westen sowie Tři Chaloupky und Litol im Nordwesten.

## Geschichte

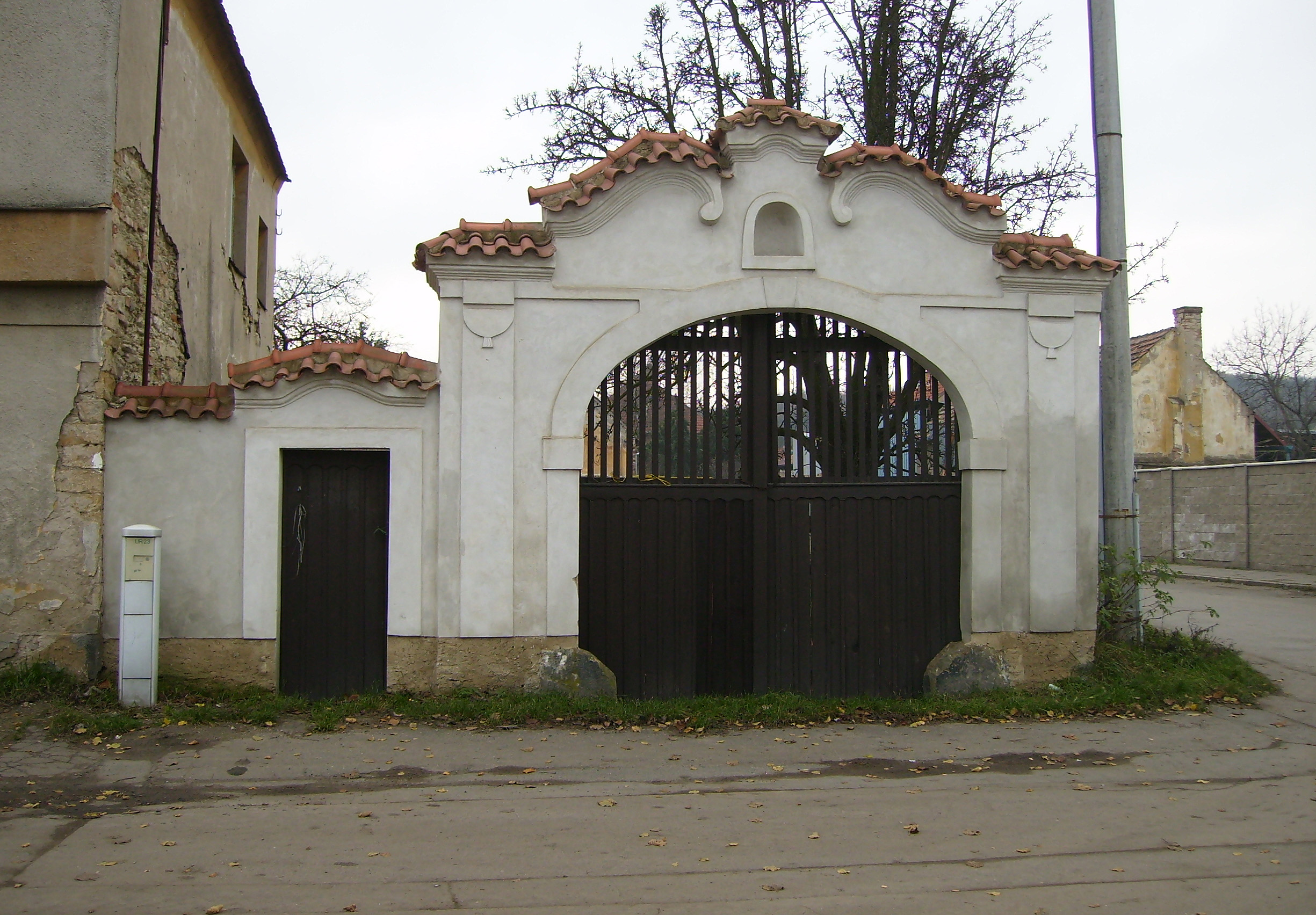
Historische Hofeinfahrt

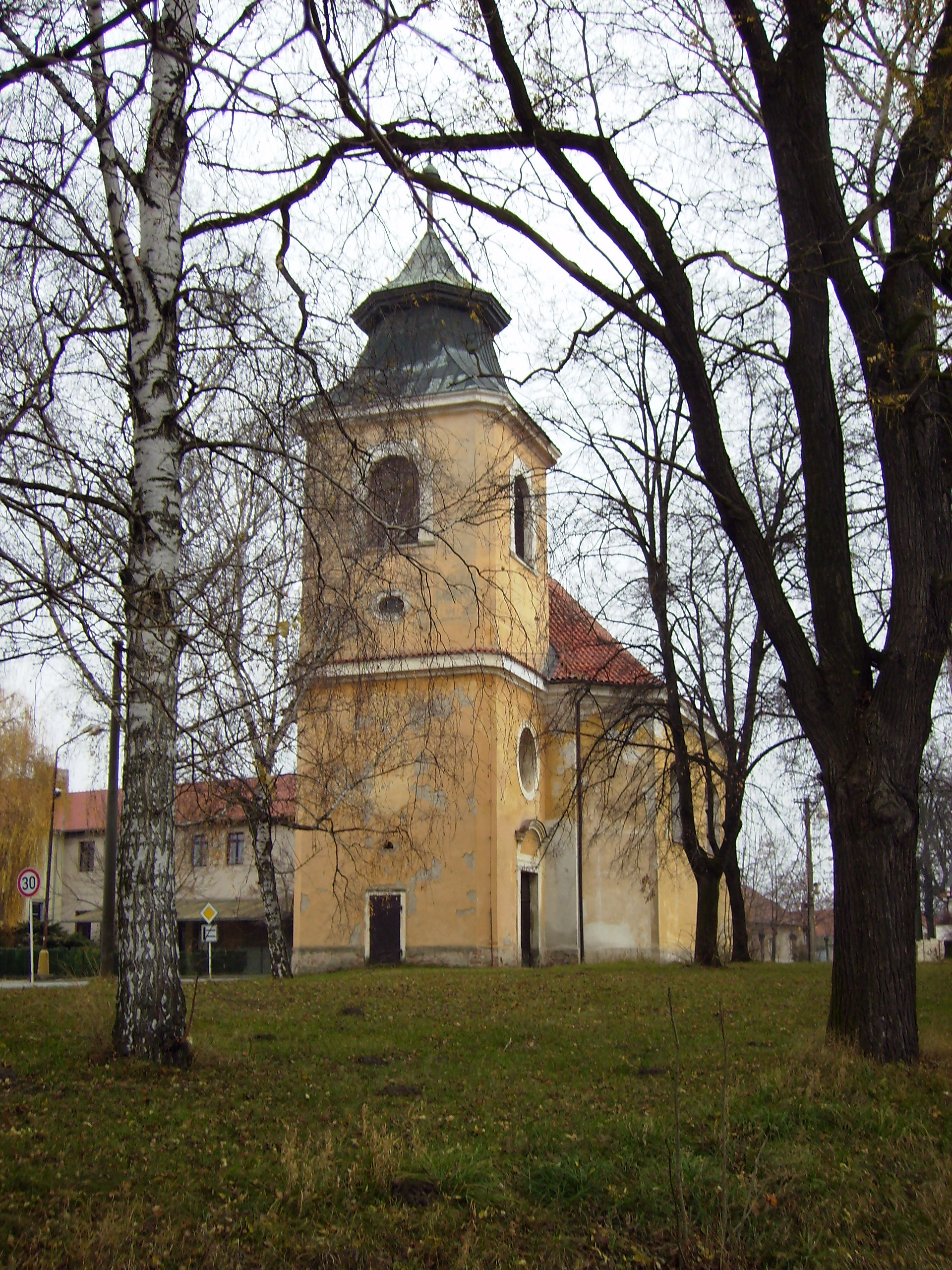
Kirche St. Maria Magdalena

Die erste schriftliche Erwähnung des Dorfes erfolgte im Jahre 1352. Ursprünglich bestand das Dorf aus wenigen Häusern, die sich um eine kleine Kirche gruppierten. Bei Semice bestanden zwei Festen, die im 15. Jahrhundert erloschen.
Nach der Aufhebung der Patrimonialherrschaften bildete Semice ab 1850 eine Gemeinde im Bezirk Český Brod. Nach dem Ersten Weltkrieg wurde der Kerskowald ein beliebtes Erholungsgebiet der Prager Oberschicht. Im Wald entstand eine Ferienhaussiedlung. Seit 1961 gehört die Gemeinde zum Okres Nymburk.

## Gemeindegliederung
Für die Gemeinde Semice sind keine Ortsteile ausgewiesen.

## Sehenswürdigkeiten
- Kirche St. Maria Magdalena, erbaut 1731
- Naturschutzgebiet Vrť, Auwald um einen abgeworfenen Elbmäander, nordwestlich von Semice
- Naturpark Kersko, südöstlich des Dorfes
- Menhir von Kersko, östlich des Dorfes an der Elbe
- Moorwiese bei Velenka (NPP Slatinná louka u Velenky), das 1,3 ha große südöstlich bei der Siedlung Kersko gelegene Naturschutzgebiet ist ein Besonderes Schutzgebiet (SPA) und damit Teil von Natura 2000
- St.-Josef-Mineralquelle bei Kersko, die Quelle wurde 1934 in 89 m Tiefe erschlossen, östlich des Dorfes
- historisches Gut
- Hofeinfahrten im Bauernbarockstil